# Вокеле
Вокеле (пол. Wokiele, нім. Wokellen) — село в Польщі, у гміні Гурово-Ілавецьке Бартошицького повіту Вармінсько-Мазурського воєводства.
Населення — 62 особи (2011).

## Демографія
Демографічна структура станом на 31 березня 2011 року:
|          | Загалом | Допрацездатний вік | Працездатний вік | Постпрацездатний вік |
| -------- | ------- | ------------------ | ---------------- | -------------------- |
| Чоловіки | 37      | 6                  | 28               | 3                    |
| Жінки    | 25      | 6                  | 14               | 5                    |
| Разом    | 62      | 12                 | 42               | 8                    |